# Giambattista Rusca
Giambattista Domenico Rusca (francese:Jean-Baptiste Dominique Rusca) (Briga Marittima, 27 novembre 1759 – Soissons, 14 febbraio 1814) è stato un generale italiano naturalizzato francese, che servì durante le guerre napoleoniche.

## Biografia
Nato nella contea di Nizza, allora parte del Regno di Sardegna, Jean Baptiste Dominique Rusca studiò a Torino e a Pavia dove si laureò in medicina, esercitando poi la professione di medico nel Principato di Monaco.
Con lo scoppio della Rivoluzione francese nel 1789 si fece promotore di tali ideali nel nizzardo e venne espulso dalle autorità sarde. Entrato nelle file dell'esercito rivoluzionario, nel 1793 venne ferito all'assedio di Tolone e venne nominato comandante di un battaglione di zappatori del genio. Combatté quindi nell'Armata d'Italia ed in quella dei Pirenei Orientali prima di tornare nuovamente in Italia. Nel 1796 combatté nella battaglia di Montenotte dove già aveva ottenuto il rango di generale. Catturato dagli austriaci durante la campagna del 1799, venne rilasciato poco dopo e tornò al comando di una divisione in Italia durante l'anno 1809.
Venne ucciso in battaglia a Soissons durante la Guerra della Sesta coalizione. Oggi il suo nome è tra quelli inscritti nell'Arco di trionfo. I funerali del generale si svolsero la mattina del 15 febbraio 1814, a rendergli onore le truppe russe comandate da Winzingerode attraverso una cerimonia in stile Antico Regime.
La tomba del generale verrà eretta solo nel 1850 presso il cimitero di Soissons.